# Lucanie (thème)
Pour les articles homonymes, voir Lucanie.

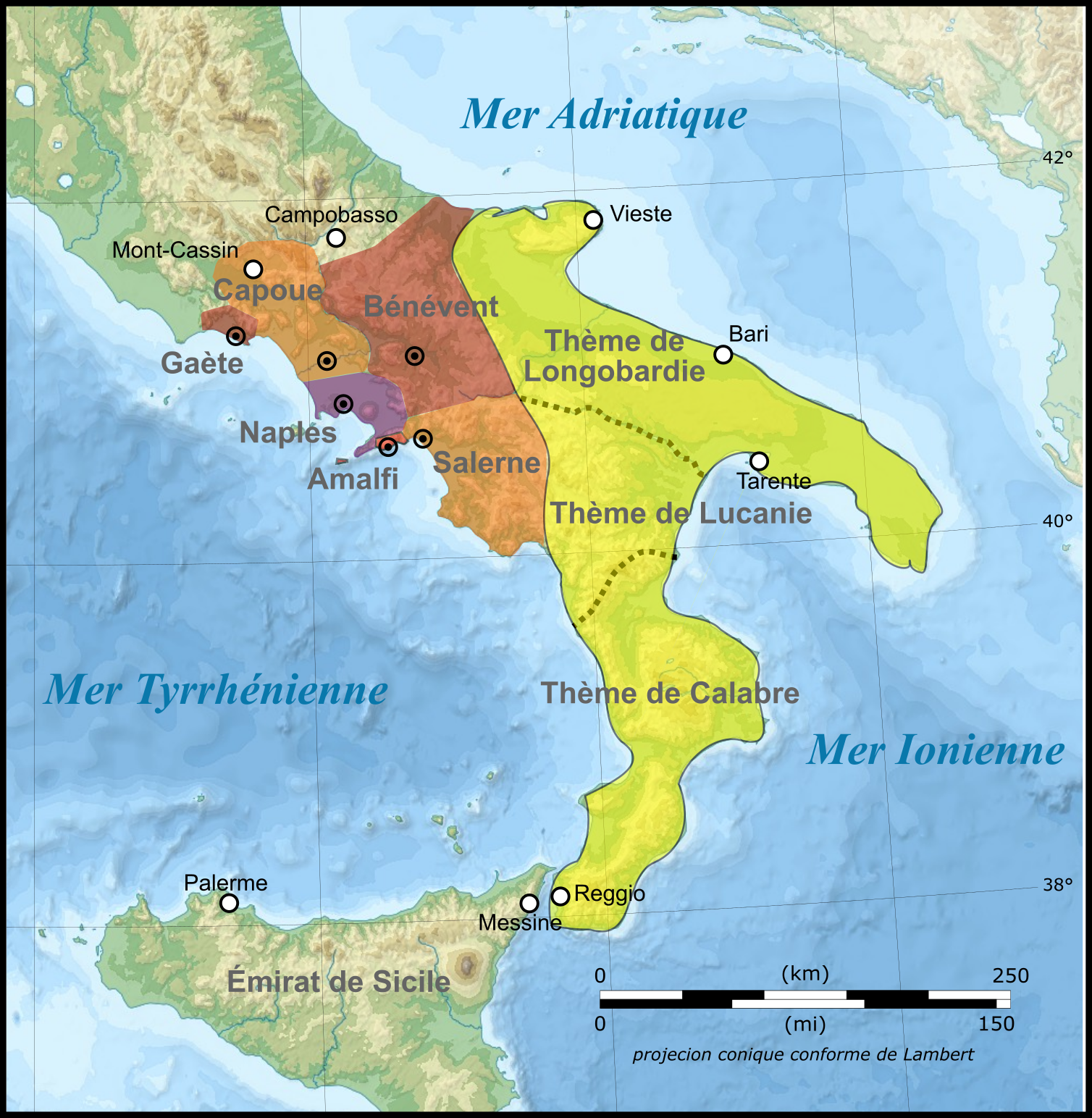
Carte des thèmes vers l'an mille.

La Lucanie fut  l'un des thèmes de l'Empire byzantin situés en Italie.

## Histoire
Crée aux alentours de 968-969, il avait comme chef-lieu Tursikon (actuelle Tursi) ou bien, selon d'autres sources, Cassano. Situé entre les thèmes de Calabre et de Longobardie, il ne comprenait pas tout le territoire de la Basilicate actuelle mais celui de la Lucanie ancienne. En fait, la Calabre tyrrhénique septentrionale en faisait partie ; son territoire était délimité par le golfe de Tarente au sud, par le mont Vultur au nord, à l'occident il s'étendait jusqu'au Tanagro (it) et au val di Diano (it) et, à l'orient, jusqu'au fleuve Basento.
Attesté dès l'année 1042, le stratège de cette région était soumis à partir de 975, à un catapan, et le thème, de même que les deux thèmes cités ci-dessus, est intégré dans le catépanat d'Italie. 
Le thème de Lucanie comprenait trois tourmai (corps d'armée comprenant jusqu'à 6 000 hommes) : ceux de Lagonegro, de Mercurion (it) et de Latinianon était subdivisés en droungoi (environ 3 000 hommes).
Vers 1050, le thème disparaît, lors de la conquête normande conduite par les Hauteville.

## Sources
- (it) Cet article est partiellement ou en totalité issu de l’article de Wikipédia en italien intitulé « Lucania (thema) » (voir la liste des auteurs).